# Campionati europei di skeleton 2013
I Campionati europei di skeleton 2013, diciannovesima edizione della manifestazione organizzata dalla Federazione Internazionale di Bob e Skeleton, si sono tenuti il 18 e il 19 gennaio 2013 a Igls, in Austria, sulla Kunsteisbahn Bob-Rodel Igls, il tracciato sul quale si svolsero le competizioni del bob e dello slittino ai Giochi di Innsbruck 1976 e le rassegne continentali del 1981, del 1983 (unicamente nella specialità maschile) e  del 2010 (anche in quella femminile). La località tirolese ha quindi ospitato le competizioni europee per la quarta volta nel singolo maschile e per la seconda in quello femminile. Anche questa edizione si è svolta con la modalità della "gara nella gara" contestualmente al'ottava e penultima tappa della Coppa del Mondo 2012/2013 e ai campionati europei di bob 2013.

## Risultati

### Skeleton uomini
La gara si è disputata il 19 gennaio 2013 nell'arco di due manches ed hanno preso parte alla competizione 19 atleti rappresentanti 11 differenti nazioni.
| Pos. | Atleti                 | Nazione     | Tempo   | Distacco |
| ---- | ---------------------- | ----------- | ------- | -------- |
|      | Martins Dukurs         | Lettonia    | 1:45.13 |          |
|      | Aleksandr Tret'jakov   | Russia      | 1:45.88 | +0.73    |
|      | Tomass Dukurs          | Lettonia    | 1:46.48 | +1.35    |
| 4    | Sergej Čudinov         | Russia      | 1:46.96 | +1.83    |
| 5    | Frank Rommel           | Germania    | 1:47.10 | +1.97    |
| 6    | Christopher Grotheer   | Germania    | 1:47.41 | +2.28    |
| 7    | Alexander Kröckel      | Germania    | 1:47.57 | +2.44    |
| 8    | Kristan Bromley        | Regno Unito | 1:47.63 | +2.50    |
| 9    | Dominic Edward Parsons | Regno Unito | 1:47.65 | +2.52    |
| 10   | Lukas Kummer           | Svizzera    | 1:47.81 | +2.68    |

### Skeleton donne
La gara si è svolta il 18 gennaio 2013 nell'arco di due manches ed hanno preso parte alla competizione 18 atlete rappresentanti 10 differenti nazioni.
| Pos. | Atleti            | Nazione     | Tempo   | Distacco |
| ---- | ----------------- | ----------- | ------- | -------- |
|      | Elena Nikitina    | Russia      | 1:50.46 |          |
|      | Marija Orlova     | Russia      | 1:51.06 | +0.60    |
|      | Janine Flock      | Austria     | 1:51.17 | +0.71    |
| 4    | Anja Huber        | Germania    | 1:51.30 | +0.84    |
| 5    | Ol'ga Potylicyna  | Russia      | 1:51.30 | +0.84    |
| 6    | Elizabeth Yarnold | Regno Unito | 1:51.35 | +0.89    |
| 7    | Shelley Rudman    | Regno Unito | 1:51.55 | +1.09    |
| 8    | Sophia Griebel    | Germania    | 1:51.75 | +1.29    |
| 9    | Donna Creighton   | Regno Unito | 1:51.79 | +1.33    |
| 10   | Marion Thees      | Germania    | 1:52.64 | +1.64    |

## Medagliere
| Pos.   | Paese    | Oro | Argento | Bronzo | Totale |
| ------ | -------- | --- | ------- | ------ | ------ |
| 1      | Russia   | 1   | 2       | 0      | 3      |
| 2      | Lettonia | 1   | 0       | 1      | 2      |
| 3      | Austria  | 0   | 0       | 1      | 1      |
| Totale | Totale   | 2   | 2       | 2      | 6      |